# Polstofffiltration
Die Polstofffiltration (engl.: Pile Cloth Media Filtration) ist ein mechanisches Verfahren zur Abscheidung organischer und anorganischer Feststoffe aus Flüssigkeiten und gehört im weitesten Sinne zu den Verfahren der Oberflächenfiltration, Kuchen- oder Anschwemmfiltration (mit fixiertem Hilfsmittel), wobei neben dem Siebeffekt echte Filtrationseffekte über die Tiefe der Polfaserschicht wirken. Die Polstofffiltration stellt ein wichtiges Teilgebiet der Tuchfiltration dar und wird zur Wasser- und Abwasseraufbereitung eingesetzt. Bei der Polstofffiltration werden dreidimensionale Gewebe, der sogenannte Polstoff, als Filtermedium eingesetzt. Während der Filterreinigung des Polstoffes wird der Prozess der Filtration nicht unterbrochen.

## Geschichte und Entwicklung
Mit Nadelfilzen begann Ende der 1970er Jahre die Entwicklung der Tuchfiltration bei der Mecana S.A. in der Schweiz und hat sich durch den Einsatz von Polstoffen als Filtermedium grundlegend verändert. Nadelfilze – mit einem Stützgewebe vernadelte Wirrfaservliese bestehend aus einer Vielzahl kleiner Fasern – wurden sukzessive durch gewebte Polstoffe ersetzt. Aus dem ursprünglich aus Farbrollermaterial entwickelten dreidimensionalen Gewebe ist heute ein technisch designtes Filtermedium, der sogenannte Polstoff, entstanden. Der Unterschied zu den Nadelfilzen besteht maßgeblich im flexiblen Aufbau, sodass bei Polstoffen die Entfernung der zurückgehaltenen Stoffe bei der Filterreinigung deutlich effektiver erfolgt.
Zunächst wurde die Forschung an der Leibniz-Universität Hannover vorangetrieben und resultierte schließlich in der Patentanmeldung der Polstofffiltration 1996 durch Ulrich Grabbe und Carl Franz Seyfried.
Die weltweit ersten Polstofffilteranlagen wurden 1997 von der Mecana Umwelttechnik GmbH (heutige Mecana AG) in Weinfelden (Schweiz) als Scheibenfilter zur Behandlung von Abwasser in der Papierherstellung, sowie bei der Wismut AG in Schlema Hartenstein in Betrieb genommen.
Seit 2005 werden Polstofffilter für bestimmte Anwendungen auch mit vertikaler Achse eingesetzt.
In den 2010er Jahren wurden auswechselbare und profilierte Absauglippen eingeführt.

## Filtermedium

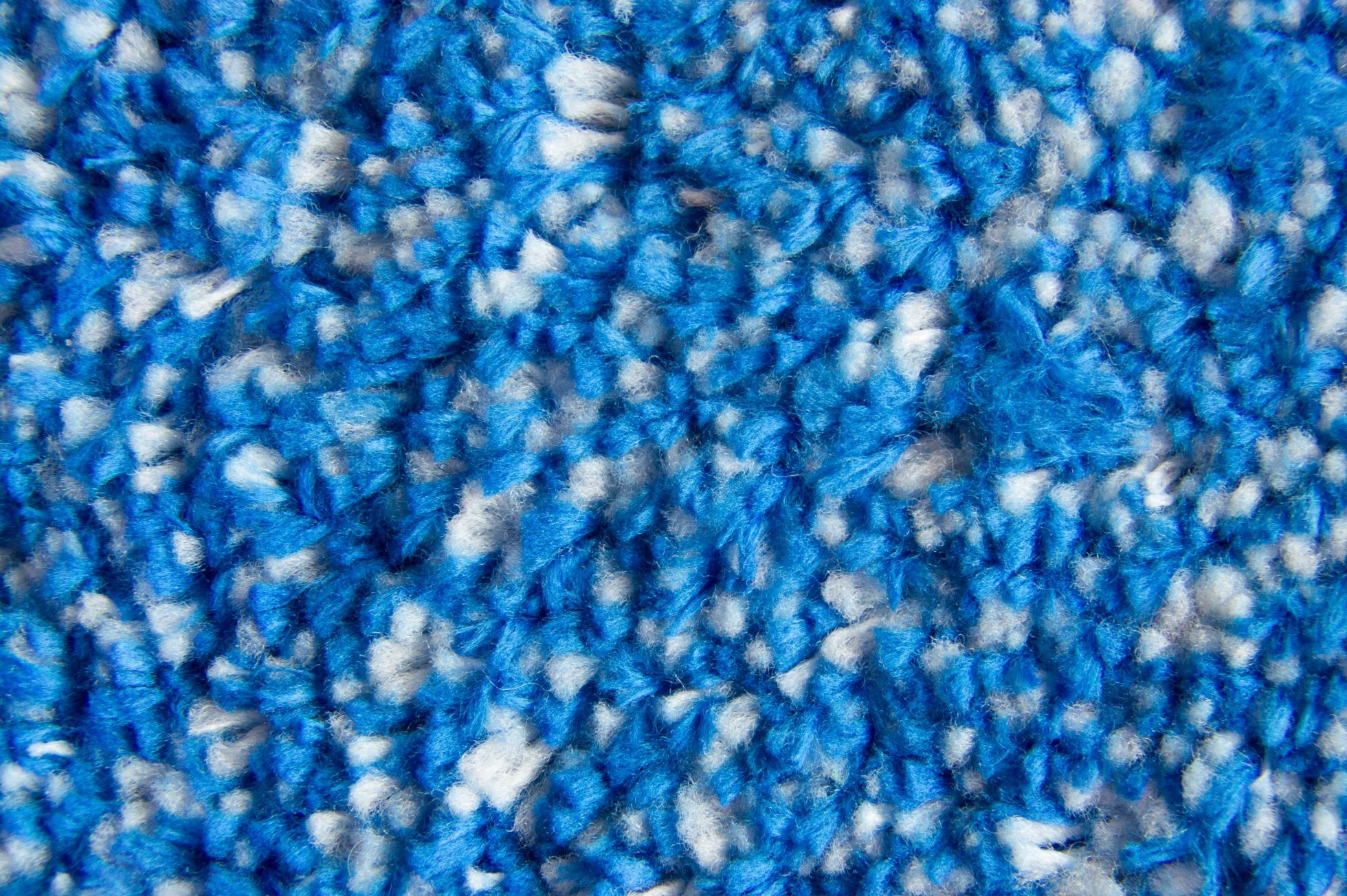
Polstoffgewebe zum Einsatz in der Polstofffiltration für die Wasser- und Abwasserreinigung

Als Filtermedium werden Polstoffgewebe (kurz: Polstoff) eingesetzt, woraus die Namensgebung des Verfahrens resultiert. Gewebte Polstoffe besitzen einen mehrdimensionalen Aufbau, aus einer filteraktiven fluidisierbaren Polstofffaserschicht sowie einem Rückengewebe. Das Rückengewebe aus Endlosfilamenten mit großen nicht-filteraktiven Poren dient als Träger für die Polfaserschicht, die aus in das Stützgewebe eingewebten, mehrfach übereinanderliegenden Filamenten oder Fasern zusammengesetzt ist. Der Feststoffrückhalt des Polstoffes wird nur durch die Polfaserschicht bestimmt. Je feiner die Einzelfilamente der Polfaserschicht, desto höher ist der Feststoffrückhalt, respektive kleinere Partikel können abgeschieden werden. Der Polstoff lässt sich unter anderem durch die Höhe der aufgerichteten Polfasern [mm], den Durchmesser der Einzelfilamente [µm], die spezifische Oberfläche der Polfasern [m²/m²], das Flächengewicht des Polstoffgewebes [g/m²] und die Größe der strömungsrelevanten Poren [mm] des Rückengewebes definieren. Eine definierte Porengröße für Polstoffe beziehungsweise die Polfaserschicht existiert per Definition nicht.
Essenziell für einen störungsfreien Dauerbetrieb ist die effektive Absaugung der Polfaserschicht. Abhängig von der Anwendung kommen herkömmliche Standardfasern, Mikrofasern oder Ultrafasern zur Anwendung. Gängige Materialien für die Polfasern sind Polyester (PES) und Polyamid (PA).
Polstoffe unterliegen einer systembedingten mechanischen Beanspruchung, hervorgerufen durch die Filterreinigung. Ein messbarer Verschleiß der Polfaserschicht liegt hierbei nicht vor. Die Standzeit der Polstoffe wird durch die Anwendung und dem daraus resultierenden Foulingverhalten des Rückengewebes beeinflusst. Durch das Absaugen der Polfaserschicht lässt sich ein bakterieller Bewuchs oder mineralische Ablagerungen auf dem Rückengewebe nicht verhindern, die sich in einem allmählichen Anstieg des Tuchwiderstandes, respektive kürzeren Spülintervallen äußern. Je weniger Reinigungszyklen, desto höher ist die Standzeit des Polstoffes bis zur Wartung oder dem Austausch. Die Ablaufqualität wird durch den Alterungsprozess des Polstoffes nicht beeinträchtigt.

## Funktionsweise und Ausführungsformen

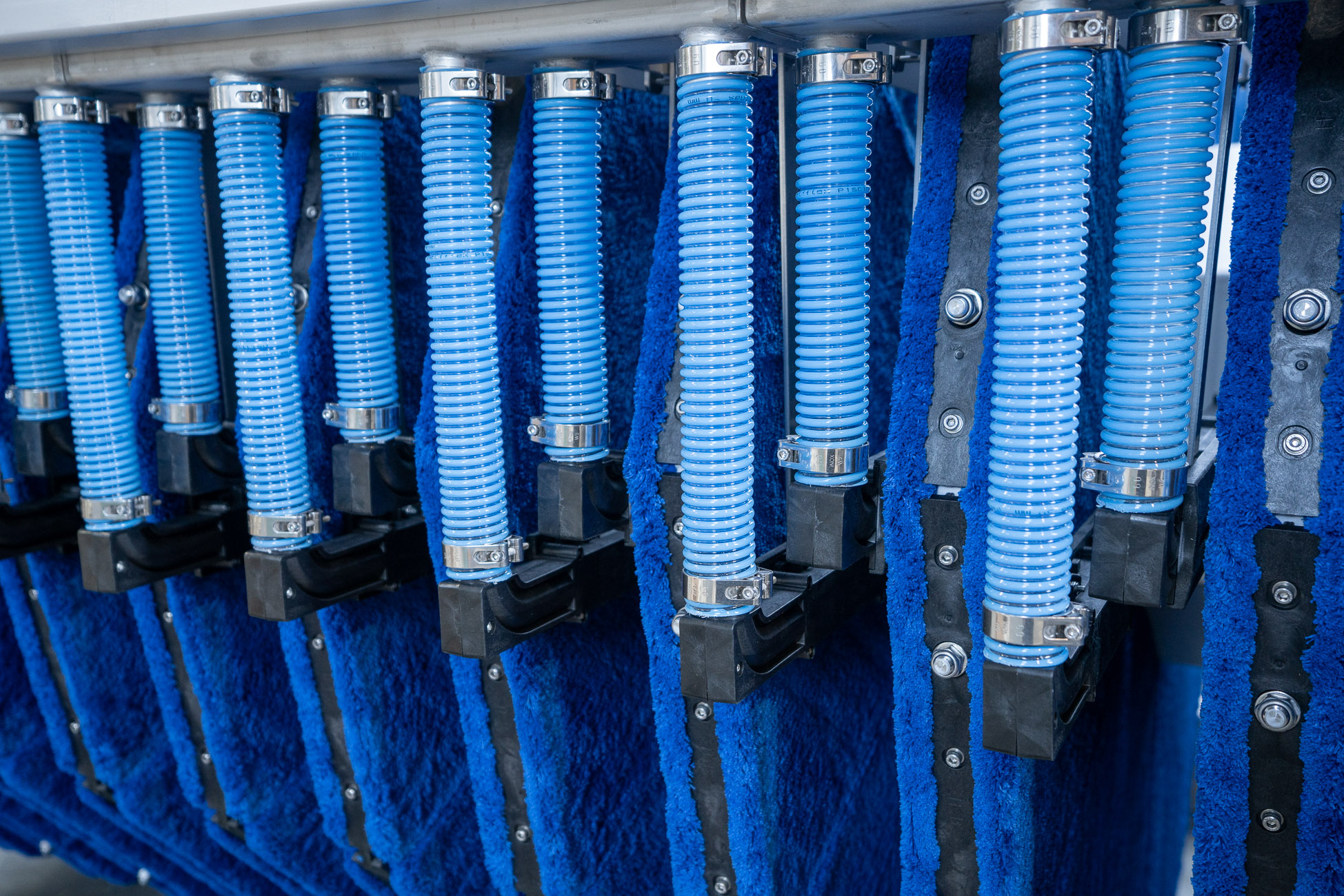
Ausführung als Scheibenfilter mit mehreren pendelnd gelagerten Kunststoffabsaugbalken

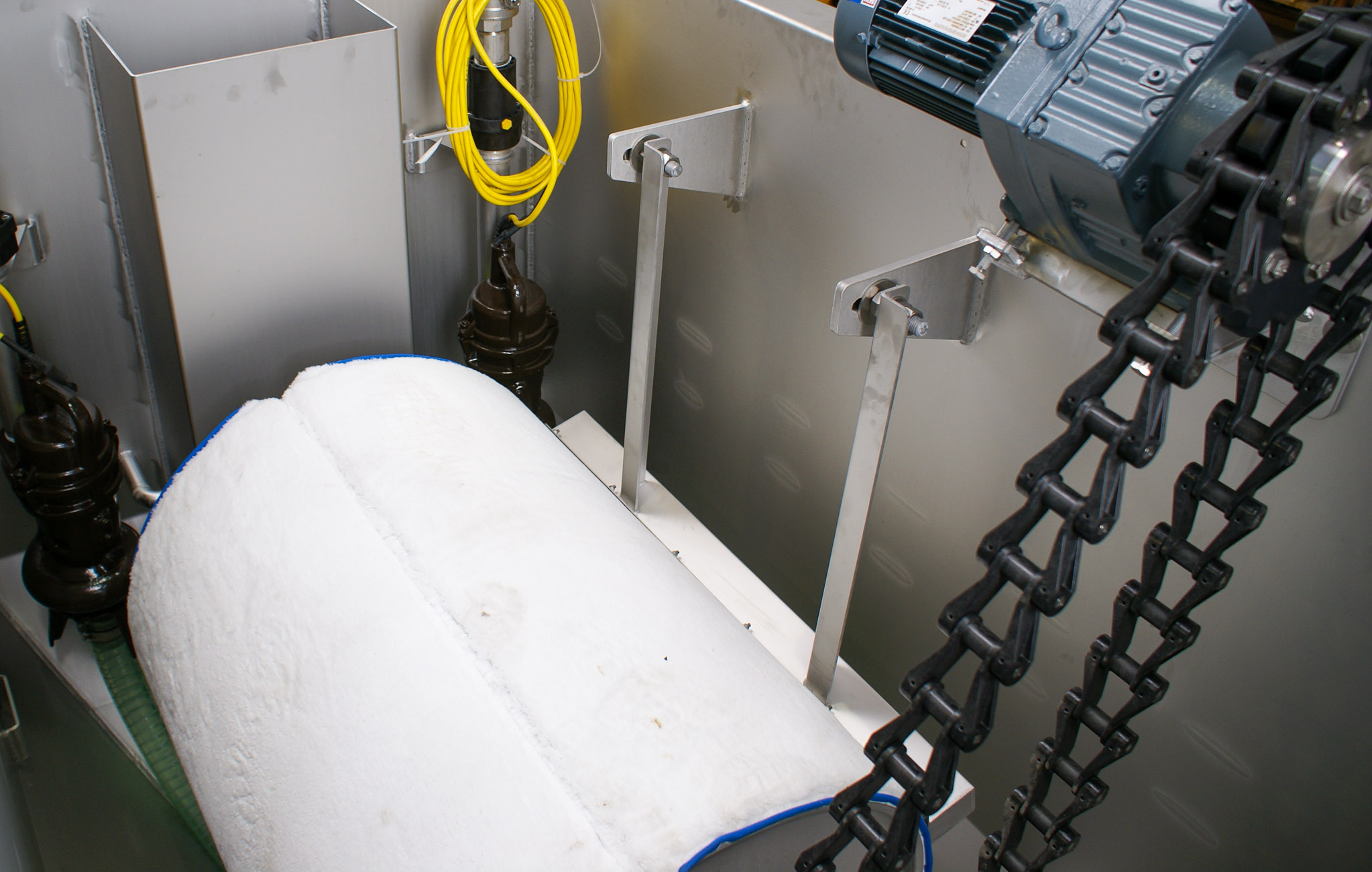
Ausführung als Trommelfilter mit einem pendelnd gelagerten Edelstahlabsaugbalken

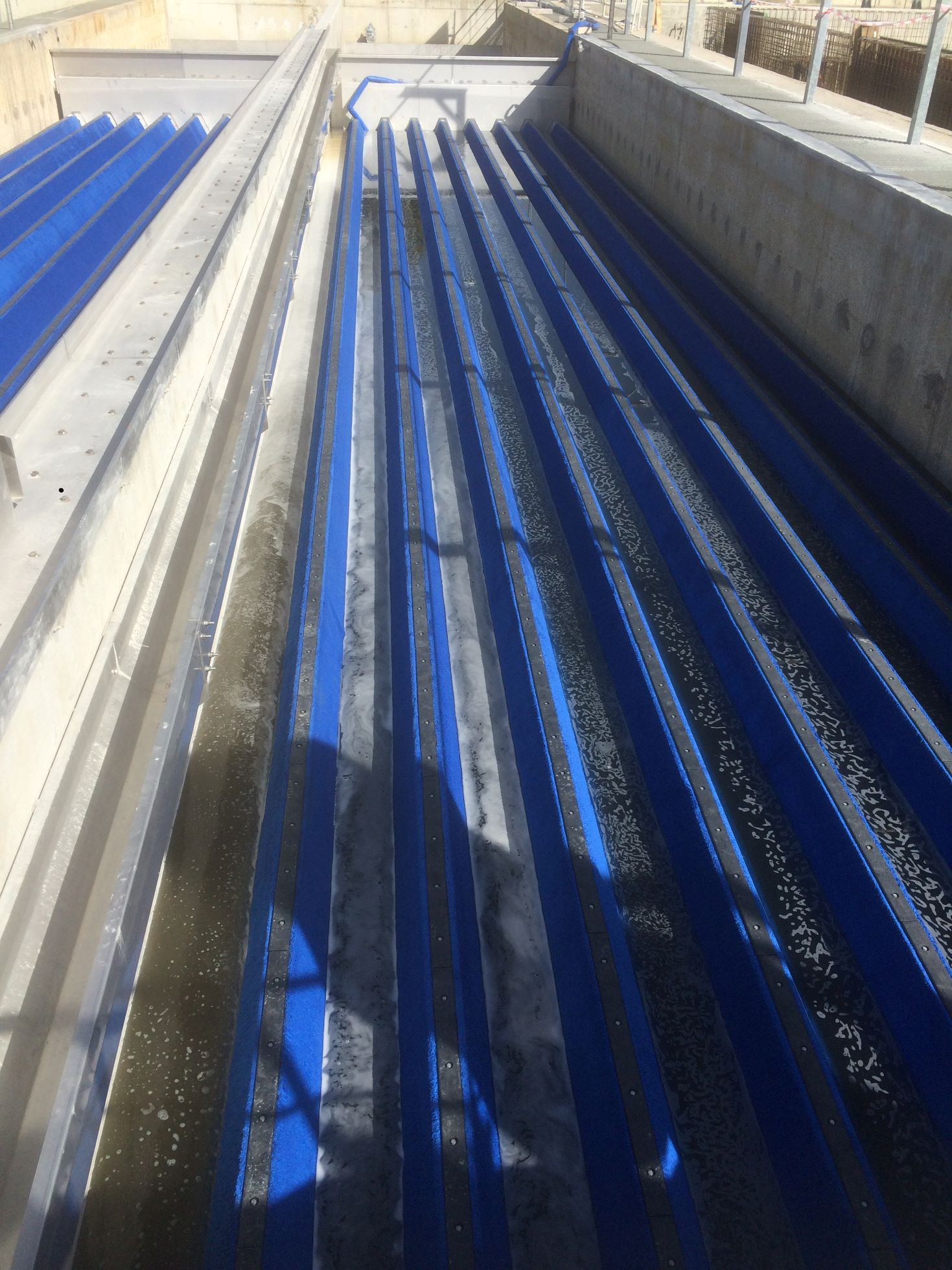
Ausführung als Diamondfilter mit rautenförmigen Segmenten

Im Filtrationsbetrieb lagern sich Feststoffe in der Polfaserschicht an. Mit zunehmendem Feststoffrückhalt durch den Polstoff nimmt der hydraulische Widerstand zu, woraus ein Anstieg des Wasserspiegels, respektive des Differenzdruckes resultiert. Der Polstoff ist während der Filtration und Filterreinigung permanent und vollständig getaucht, sodass 100 % der Filterfläche genutzt werden.
Ein regelmäßiger Austrag der angelagerten Feststoffe ist notwendig. Überschreitet der Rohwasserspiegel ein bestimmtes Niveau, respektive Differenzdruck, wird die Filterreinigung ausgelöst. Dabei wird die auf der Außenseite gebildete Feststoffschicht mittels Filterreinigungspumpe(n), bzw. Differenzdruck, über Absaugbalken in umgekehrter Fließrichtung durch angesaugtes Filtrat vom Filtermedium entfernt (Inside-Out-Reinigung).
Die Abreinigung erfolgt von der drehenden Scheibe/Trommel oder durch einen statischen Filterträger mit beweglicher Reinigungseinheit. Durch den Unterdruck stellen sich die Polstofffasern auf (Fluidisierung), sodass die Feststoffe des Filterkuchens gut abgesaugt werden können. Im anschließenden Normalbetrieb legen sich die Fasern wieder auf dem Stützgewebe ab, sodass sich erneut ein Filterkuchen bildet. Durch biologische oder mineralische Ablagerungen auf dem Rückengewebe des Filtermediums kann zudem eine manuelle oder chemische Reinigung der Polstoffe notwendig sein. Während der Filterreinigung wird die Filtration nicht unterbrochen. Für die Filterreinigung wird, im Vergleich zu Sandfiltern oder Mikrosieben, kein extern zugeführtes Spülwasser benötigt. Ein Spülabwasserspeicher ist nicht erforderlich.
Polstofffilter werden in Freispiegelsystemen und geschlossenen Drucksystemen eingesetzt. Der Polstoff ist entweder auf einer Scheibe oder Trommel montiert, woraus sich die verschiedenen Bauformen – Scheiben- und Trommelfilter – ergeben. Sonderbauformen stellen der Drucktrommelfilter, Diamondfilter (Gitterträger mit rautenförmigem Querschnitt) und Plattenfilter dar. Scheibenfilter sind mit demontierbaren Filtersegmenten ausgestattet, die auf einem Zentralrohr angeordnet sind. Das Reinigungssystem, bestehend aus Absaugbalken und einer Filterreinigungspumpe, kann auch mehrere Scheiben gleichzeitig reinigen. Die Absaugung ist auch mittels einer zentralen Pumpe und einem Ventil je Reinigungssystem möglich. Die Freispiegelsysteme bestehen aus einer Filtereinheit mit Zulauf- und Ablaufwehr, die die eigentliche Filtermaschine hydraulisch von den vor- und nachgelagerten Prozessen entkoppelt. Die Filtermaschine ist in einem Filterbehälter montiert, der neben dem Zulauf- (mit optionalem Zulaufschütz) und Ablaufwehr über einen Notüberlauf sowie eine Niveaumessung verfügt. Das dem Filterbehälter zugeführte Wasser strömt durch die vollständig getauchte Filterkonstruktion von außen nach innen (Outside-In Filtration) durch den Polstoff in die Filterkonstruktion, wobei die Feststoffe zurückgehalten werden. Das Filtrat passiert anschließend den Steigschacht und das Ablaufwehr. Der Nullwasserspiegel dient als Referenz zur Anlagensteuerung. In geschlossenen Systemen werden Drucktrommelfilter eingesetzt, wobei das zugeführte Wasser ebenfalls von außen nach innen durch den Polstoff strömt. Die Anlagensteuerung erfolgt hierbei über den Behälterdruck. Während bei Freispiegelsystemen der Differenzdruck von bis zu 60 mbar genutzt wird, liegt dieser bei Drucktrommelfiltern gegebenenfalls über 1 bar.

## Verfahrensauslegung
Die Auslegung basiert auf der polstoff- und fluidspezifischen Feststoffbeladung (σ) [g/m²], der Feststoffflächenbelastung (engl. Solids Surface Loading Rate (SLR)) [g/m²/h], der Filtergeschwindigkeit (vF) [m/h] sowie dem Feststoffgehalt bei durchschnittlicher und maximaler Belastung. Je nach Ablaufanforderung und Feststoffgehalt im Zulauf erfolgt die Auswahl des Polstoffes. Die Eigenschaften des Polstoffes sowie die Effizienz des Absaugsystems bestimmen die SLR.
Polstofffilter sind durch die hohen möglichen SLR von bis zu 800 g/m²/h besonders platzsparend gegenüber vielen anderen Fest-Flüssig-Trennverfahren (wie Sedimentation, Flotation, Sandfilter) und weisen somit einen geringen Flächenfussabdruck auf. Speziell Scheibenfilter haben eine hohe spezifische Filterfläche pro Grundfläche von bis zu >9 m²/m². Durch die geringen hydraulischen Verluste (max. ca. 50 cm) können Polstofffilter sehr energieeffizient und kostengünstig betrieben werden (je nach Anwendung, Feststoffbelastung und Anzahl Reinigungsintervalle mit ca. 0,3 bis 20 Wh pro m³ behandeltem Abwasser).
Die maximale Filtergeschwindigkeit wird durch die Filterkonstruktion bestimmt und ist nicht durch das Filtermedium beschränkt. In Freispiegelsystemen beträgt die maximale Filtergeschwindigkeit etwa 8–16 (20) m/h. Drucktrommelfilter können hingegen mit einer maximalen Filtergeschwindigkeit von bis zu 60 m/h betrieben werden. Die Filtergeschwindigkeit hat keinen direkten Einfluss auf die Ablaufqualität.
Polstofffilter sind unempfindlich gegenüber stofflichen Stoßbelastungen. Der Schlammwasseranfall ist direkt proportional zur Häufigkeit der Reinigungszyklen und hängt von dem eingesetzten Polstoff, der aktuellen Feststofffracht und dem Verhalten der abfiltrierten Stoffe ab. Der Schlammwasseranfall lässt sich mittels Filteranzahl, -fläche, Reinigungsdauer und -häufigkeit ermitteln. Die Beschaffenheit des Schlammwassers ist von der Spülhäufigkeit, Art und Menge der zurückgehaltenen Feststoffe abhängig.

## Anwendungen
Polstofffilter finden vor allem in der kommunalen und industriellen Abwasseraufbereitung, Wasserwiederverwendung, Strassen- und Mischwasserbehandlung, Trinkwasseraufbereitung sowie Meerwasserentsalzung Anwendung. Hierbei führt die anwendungsspezifische Feststoffentnahme unter anderem zum Rückhalt von Schwebstoffen, Algen, Helmintheneiern, Mikroplastik, Reifenabrieb, Phosphor oder Pulveraktivkohle, sowie zur Reduktion der Trübung. Nachfolgend werden einige Anwendungsgebiete aufgeführt:
- Industrieabwasserreinigung
- Behandlung von Mischwasser bzw. Regenüberlauf
- Oberflächenwasser- und Trinkwasseraufbereitung
- Ersatz für die Nachklärung bei Biofilmverfahren
- Schlussfiltration
- Fällungs- und Flockungsfiltration (z. B. zur Phosphorentfernung)
- Rohwasser- und Rohabwasserfiltration
- Strassenabwasserbehandlung
- Verfahren zur Spurenstoffentfernung (Abscheidung von Pulveraktivkohle, Vorfiltration vor Ozonierung oder Aktivkohleadsorbern)
- Vor- und Nachfiltration für granulierte Aktivkohle im Schwebebettverfahren
- Vorfiltration vor einer Desinfektionsstufe (z. B. UV oder Ozon)
- Wasserwiederverwendung (z. B. als Prozesswasser, Betriebswasser oder für Bewässerung)
- Vorfiltration für Entsalzungsanlagen
- Vorfiltration für Kühlwasser oder Wärmetauscher (z. B. Wärmerückgewinnung aus Abwasser oder Oberflächenwasser)
- Ernte von Algenbiomasse